# Ketchum Digital
 (avril 2025).
Motif : Où sont les sources permettant de démontrer l'admissibilité de ce « réseau » sur Wikipédia ?
- Archive Wikiwix
- Bing
- Cairn
- DuckDuckGo
- E. Universalis
- Gallica
- Google
- G. Books
- G. News
- G. Scholar
- Persée
- Qwant
- (zh) Baidu
- (ru) Yandex
- (wd) trouver des œuvres sur Wikidata

| 1. | Préciser le motif de la pose du bandeau. | Précisez le motif de la pose du bandeau en utilisant la syntaxe suivante : {{admissibilité à vérifier\|date=avril 2025\|motif=remplacez ce texte par le motif}}                      |
| 2. | Informer les utilisateurs concernés.     | Pensez à avertir le créateur de l'article, par exemple, en insérant le code ci-dessous sur sa page de discussion : {{subst:avertissement admissibilité à vérifier\|Ketchum Digital}} |

 (juin 2020).
Si vous disposez d'ouvrages ou d'articles de référence ou si vous connaissez des sites web de qualité traitant du thème abordé ici, merci de compléter l'article en donnant les références utiles à sa vérifiabilité et en les liant à la section « Notes et références ».
Ketchum Digital est un réseau international d'agences conseil en web-marketing et influence digitale, appartenant au groupe Ketchum Worldwide, filiale depuis 2003 d'Omnicom Group, premier groupe mondial de communication. 

## Histoire
Ketchum Worldwide a été créée en 1923 à Pittsburgh par George et Carlton Ketchum. Fusion de Ketchum Public Relations (autrefois Ketchum Publicity) et Ketchum Advertising (autrefois Ketchum, McLeod and Grove), l'agence s'est développée aux États-Unis en 1960, avec l'installation de bureaux à New York, Washington et San Francisco.
En 1985, Ketchum Worldwide abandonne ses activités publicitaires afin de se concentrer sur ses activités dans le domaine des relations publiques.  
En France, l'agence Ketchum Paris est créée en 1994 par Jean-Martial Ribes. En 2003, elle devient l'agence conseil en relations presse et relations publiques de DDB Group France. 